# كايل ألتمان
كايل ألتمان (بالإنجليزية: Kyle Altman)‏ هو لاعب كرة قدم أمريكي، ولد في 31 يناير 1986 في ألباكركي في الولايات المتحدة. لعب مع Minnesota Thunder ‏.